# Mittenothamnium bescherellei
Mittenothamnium bescherellei är en bladmossart som beskrevs av Jules Cardot 1913. Mittenothamnium bescherellei ingår i släktet Mittenothamnium och familjen Hypnaceae. Inga underarter finns listade i Catalogue of Life.